# Asmaa Boujibar
Asmaa Boujibar, née le 26 avril 1984 à Casablanca, est une géophysicienne marocaine et française. Elle est la première femme marocaine à intégrer la NASA. Enseignante-chercheuse depuis 2021 à Western Washington University, elle est reconnue pour ses travaux de recherche sur la différenciation des planètes.

## Biographie
Asmaa Boujibar est né d'un père marocain et d'une mère tunisienne. Elle a effectué sa scolarité au Maroc et a poursuivi ses études en France. Après l'obtention de son baccalauréat scientifique au lycée Lyautey de Casablanca, en 2004, elle fait une année de biologie et suit des cours d'art plastique et d'architecture. Elle effectue une licence en Sciences de la Terre à l'université Rennes-I. En 2010, elle obtient un master sur Les magmas et les volcans à l'université Blaise-Pascal de Clermont-Ferrand. Toujours au sein de cette université, elle poursuit ses études et obtient un doctorat en pétrologie en 2014. Elle acquiert la nationalité française par naturalisation le 22 octobre 2014.
En 2014, elle postule à la National Aeronautics and Space Administration (NASA) et est sélectionnée parmi une centaine de candidats en tant que chercheuse postdoctorale, au centre spatial Johnson de Houston au Texas. Elle devient la première femme marocaine à intégrer la NASA. Elle y étudie notamment les conditions de formation de la planète Mercure. En 2016, elle reçoit un Wissam Al Moukafa Al Wathania de 4e classe, titre de chevalier, décerné par le roi du Maroc Mohammed VI à l'occasion du 16e anniversaire de son arrivée au trône. Cette même année, elle s'engage auprès de la Carnegie Institution of science de Washington en tant que chercheuse et oriente ses recherches sur la formation du noyau de la planète Mars. En 2017, elle participe à la campagne #DreamBig Princess, campagne photo Disney mettant en avant des femmes inspirantes du monde entier, dont les fonds récoltés sont transmis au programme de la Fondation des Nations unies Girl Up.

## Travaux
En 2009, dans le cadre de son master 1, elle effectue un stage au laboratoire Géosciences de l'université de La Réunion où elle effectue une comparaison des roches « pintade » du piton des Neiges et du piton de la Fournaise.
En 2010, à l'université Blaise-Pascal de Clermont Ferrand, elle effectue un stage de recherche au laboratoire magmas et volcans. Son mémoire porte sur l'étude des équilibres physico-chimiques entre manteau et noyau dans le contexte de formation des planètes telluriques. Cette même année, elle effectue un stage de recherche à l'Institute for Study of the Earth's interior, à Okayama, au Japon.
En 2014, à l'université Blaise-Pascal de Clermont-Ferrand, sa thèse de recherche porte est une étude des équilibres chimiques dans le contexte d'accrétion et de différenciation des planètes telluriques,.
Désormais maître de conférence à Western Washington University,, elle est reconnue pour ses travaux de recherche sur la différenciation des planètes,. Elle est notamment reconnue dans le milieu scientifique pour ses découvertes concernant la formation et la composition de la Terre, et l'évolution de Mercure et des exoplanètes.
Elle est l'auteure de plusieurs articles dans des magazines scientifiques tels que Earth and Planetary Science Letters, Nature Communications et Physics and Chemistry of Minerals.

## Publications scientifiques
- Evaluation of the classification of pre-solar silicon carbide grains using consensus clustering with resampling methods: An assessment of the confidence of grain assignments, Grether Hystad et al, Monthly Notices of the Royal Astronomical Society, 2022[20]
- Melting and density of MgSiO3 determined by shock compression of bridgmanite to 1254 GPa, Yingwei Fei et al, Nature Communications, 2021[21]
- Cluster Analysis of Presolar Silicon Carbide Grains: Evaluation of Their Classification and Astrophysical Implications, Asmaa Boujibar et al, ApJL 907 L39, 2021[22]
- Redox Processes in Early Earth Accretion and in Terrestrial Bodies, Kevin Righter et al, Elements, 2020[23]
- Super Earth Internal Structures and Initial Thermal States, Asmaa Boujibar et al, JGR Planets, 2020[24]
- Segregation of Na, K, Rb and Cs into the cores of Earth, Mars and Vesta constrained with partitioning experiments, Asmaa Boujibar et al, Geochimica et cosmochimica acta, 2020[25]
- U, Th, and K partitioning between metal, silicate, and sulfide and implications for Mercury's structure, volatile content, and radioactive heat production, Asmaa Boujibar et al, American Mineralogist, 2019[26]
- Experimental Constraints on an MgO Exsolution‐Driven Geodynamo, Zhixue Du et al, Geophysical Research Letters, 2019[27]
- Effect of silicon on activity coefficients of siderophile elements (Au, Pd, Pt, P, Ga, Cu, Zn, and Pb) in liquid Fe: Roles of core formation, late sulfide matte, and late veneer in shaping terrestrial mantle geochemistry, Kevin Righter et al., Geochimica et cosmochimica acta, 2018[28]
- Silicate melts during Earth's core formation, Ali Bouhifd et al, Chemical Geology, 2017[29]
- Toward a coherent model for the melting behavior of the deep Earth’s mantle, Denis Andrault et al, Physics of the Earth and Planetary Interiors, 2017[30]
- Distribution of Sb, As, Ge, and In between metal and silicate during accretion and core formation in the Earth, Kevin Righter et al, Geochimica et Cosmochimica Acta, 2017[31]
- Incorporation of Fe2+ and Fe3+ in bridgmanite during magma ocean crystallization, Asmaa Boujibar et al, American Mineralogist, 2016[32]
- Cosmochemical fractionation by collisional erosion during the Earth’s accretion, Asmaa Boujibar et al, Nature communications, 2015[33]
- Metal–silicate partitioning of sulphur, new experimental and thermodynamic constraints on planetary accretion, Asmaa Boujibar et al, Earth and Planetary Science Letters, 2014[34]
- Growth of ringwoodite reaction rims from MgSiO3 perovskite and periclase at 22.5 GPa and 1,800 °C, Akira Shimojuku et al, Physic and Chemistry of minerals, 2014[35]